# Lissoclinum roseum
Lissoclinum roseum är en sjöpungsart som beskrevs av Kott 200. Lissoclinum roseum ingår i släktet Lissoclinum och familjen Didemnidae. Inga underarter finns listade i Catalogue of Life.